# Амбриш
Амбриш (порт. Ambriz) — город и муниципалитет на севере Анголы. Расположен в провинции Бенго. Известен как база движения ФНЛА при провозглашении независимости Анголы в 1975 году.

## География
Муниципалитет Амбриш расположен на севере Бенго, в 127 километрах от города Кашито. На юге граничит с муниципалитетом Данде, на востоке — с муниципалитетом Намбунгонго, на севере — с муниципалитетом Данде соседней провинции Заире, на западе омывается Атлантическим океаном. Высота расположения — 25 метров над уровнем моря. Территория пересечена реками и водоёмами.

## История
Поселение на месте нынешнего Амбриша существовало ещё до португальской колонизации Анголы. В первой половине XIX века Амбриш являлся таможенным пунктом и местом расположения тюрьмы. Муниципалитет Амбриш был учреждён португальской колониальной администрацией 5 мая 1855 года. Экономическую роль в качестве одного из центров рыболовства.
В 1846—1882 права Португалии на территорию Амбриша оспаривались Великобританией. Вопрос был урегулирован договором 1882 года (одним из условий португальского суверенитета являлось пресечение работорговли).
Мировую известность Амбриш приобрёл на первом этапе гражданской войны в Анголе. Здесь располагалась основная военная база движения ФНЛА и его вооружённых сил ЭЛНА. 11 ноября 1975 года Холден Роберто провозгласил в Амбрише независимость Демократической Республики Ангола — государственного образования, альтернативного Народной Республике Ангола, провозглашённой Агостиньо Нето в Луанде.
В результате контрнаступления вооружённых сил МПЛА и кубинских войск отряды ФНЛА были разгромлены в январе 1976 года. 11 января 1976 Амбриш перешёл под контроль правительства МПЛА. Последняя вспышка боёв гражданской войны в этом районе имела место в 2001 — продвигаясь в направлении Луанды, повстанцы УНИТА совершили убийство 18 гражданских лиц, в основном португальцев, как нежелательных свидетелей.

## Население
Население Амбриша в 2010-х годах составляет около 20 тысяч человек (по переписи 2011 — 17 тысяч). Большинство из них составляют представители народности баконго (этим объяснялись сильные позиции ФНЛА в середине 1970-х). Проживают также северные мбунду, овимбунду, мулаты и потомки португальцев. Обиходный язык — киконго.

## Экономика
Основу городского и муниципального хозяйства Амбриша составляет рыболовство, а также сельское хозяйство. Действует рыболовецкий кооператив. Разведаны запасы нефти, однако нефтяная платформа разрушена в 1992 году. Функционируют порт и аэропорт, работает маяк. Автомобильные дороги соединяют Амбриш с Луандой (столица Анголы) и Кашито (административный центр Бенго).
Администрация старается привлекать в Амбриш туристические потоки. Построена гостиница и ресторан. Осуществляются вложения в развитие туристической и дорожной инфраструктуры.

## Управление
Управление Амбришем осуществляет муниципальная администрация, укомплектованная представителями местной организации МПЛА. Назначения производятся губернатором провинции Бенго.